# Oliver Fleischer

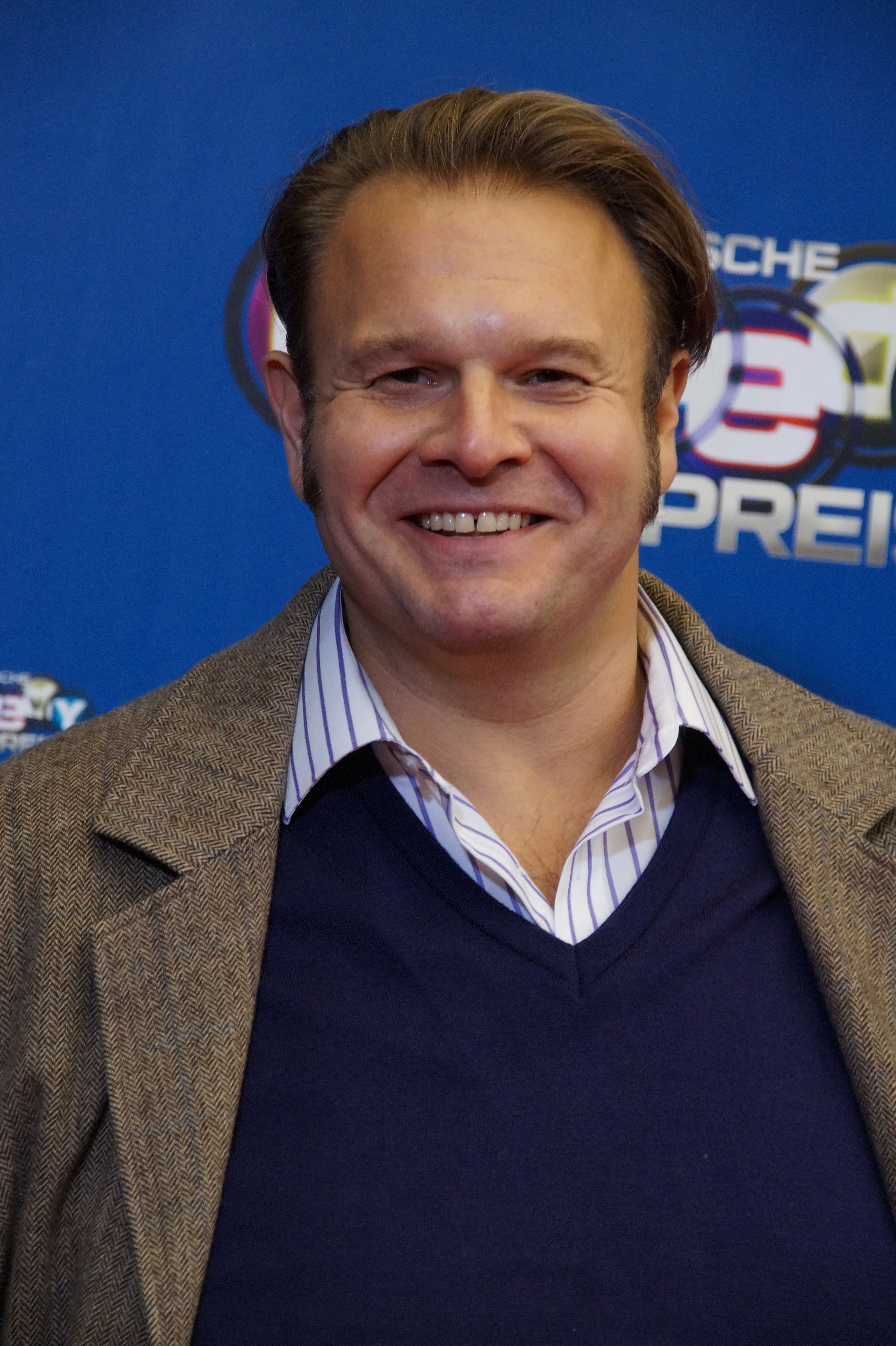
Oliver Fleischer beim Comedypreis 2016, Oktober, Köln.

Oliver Fleischer (* 29. Mai 1974 in Bottrop) ist ein deutscher Theater- und Filmschauspieler.

## Leben
Oliver Fleischer entstammt einer Beamtenfamilie. Im Alter von 26 Jahren zog er nach Berlin. Bis dahin war er in seiner Heimatstadt Bottrop als Sänger einer Metal-Band, Verteidiger beim American-Football-Club und Mitbegründer des Bottroper BreakfastClubs tätig.
Seine schauspielerische Ausbildung erhielt er bei Friedrich-Wilhelm Junge und Jörg Mihan.
In Berlin fand er auf eine Anzeige hin eine erste Rolle in einem Kinder-Musical als Bumm – der Spielzeugerfinder. Auf die Anzeige „Männlicher Schauspieler für das Zweimann-Spiel Mein Fleisch – mein Bett gesucht“ wurde wiederum Fleischer beim Theaterhaus Mitte engagiert. Bei einer der Vorstellungen sah ihn ein Regisseur des Staatstheaters Dresden, der ihm die Rolle des Mephisto in Urfaust anbot.
2003 stand Fleischer für erste kleine Fernsehrollen vor der Kamera. Ein Jahr später folgte der erste Kinofilm Die Zeit nach der Trauer an der Seite von Joachim Assböck. Dazu  kamen Episodenhauptrollen, unter anderem in Adelheid und ihre Mörder oder in Nikola. 2006 stand er mit Anke Engelke und Bastian Pastewka in der Brainpool-Produktion Pastewka vor der Kamera. 2007 übernahm Fleischer neben Oliver Pocher die zweite männliche Hauptrolle in dem Kinofilm Vollidiot nach dem Roman von Tommy Jaud.
2007 trat er auch als König Theseus in der Shakespeare-Komödie Ein Sommernachtstraum an den Kammerspielen Bochum auf.
2008 war er als Kriminalkommissar an der Seite von Annette Frier, Christoph M. Ohrt und Oliver Mommsen in der Pro7-Produktion Peggy unter Druck zu sehen. Ebenfalls als Kriminalkommissar sah man Fleischer in der Fernsehserie Lutter an der Seite von Joachim Król, Matthias Koeberlin und Armin Rohde. Neben Jeanette Biedermann spielte er den Leo, den Leiter eines Gospelchors, in dem Film Mein Song für dich (2010). Eine durchgehende Serienrolle spielte er von 2010 bis 2014 in der Sat.1-Serie Danni Lowinski als Nils Polgar, der als guter Freund und Wegbegleiter der Titelfigur ständig neue Geschäftsideen umzusetzen versucht.
Beim Elspe Festival im Sauerland spielt er in der Saison 2024 den Sheriff Barker im Stück Winnetou und das Halbblut.
Oliver Fleischer arbeitet im Nebenberuf als Sargträger.
Er lebt mit seiner Lebensgefährtin, einer Diplom-Sozialpädagogin, in Münster.

## Filmografie
- 2004: Der Fremde im Spiegel (Kurzfilm)
- 2004: Verrückt nach Markus Werner (Kurzfilm)
- 2004: Die Zeit nach der Trauer (Fernsehfilm)
- 2004: Land’s End (Fernsehfilm)
- 2005: Homeland Security (Kurzfilm)
- 2005: Adelheid und ihre Mörder – Mord auf Rezept (Fernsehserie, eine Folge)
- 2005: Nikola (Fernsehserie)
- 2006: Pastewka – Der Werbetrailer: Teil 2 (Fernsehserie, eine Folge)
- 2006: Schmetterlinge im Bauch
- 2007: Vollidiot
- 2008: Inga Lindström: Rasmus und Johanna (Fernsehserie)
- 2008: Lutter: Toter Bruder
- 2009: SOKO Köln – Doppelgrab (Fernsehserie, eine Folge)
- 2010: Ein Fall für zwei – Schöner Schein (Fernsehserie, eine Folge)
- 2010: Kommissar Stolberg – Nachtgestalten (Fernsehserie, eine Folge)
- 2010: Mord mit Aussicht – Mikado (Fernsehserie, eine Folge)
- 2010–2014: Danni Lowinski (Fernsehserie)
- 2010: Mein Song für dich
- 2011: Die Superbullen
- 2011: Kein Sex ist auch keine Lösung
- 2012: Flirtcamp
- 2012: Tatort: Das Wunder von Wolbeck (Fernsehreihe)
- 2013: SOKO Wismar – Über den Dächern von Wismar (Fernsehserie, eine Folge)
- 2013: Notruf Hafenkante – Spätzünder (Fernsehserie, eine Folge)
- 2014: Dr. Klein – Dicke Luft (Fernsehserie, eine Folge)
- 2015: Inga Lindström: Leg dich nicht mit Lilli an (Fernsehreihe)
- 2016: Das beste Stück vom Braten (Fernsehfilm)
- 2017: Wilsberg: Der Betreuer (Fernsehreihe)
- 2017: Heldt – Killtube (Fernsehserie, eine Folge)
- 2017: Stralsund – Kein Weg zurück (Fernsehserie, eine Folge)
- 2018–2019: Beste Schwestern (Fernsehserie)
- 2018: Großstadtrevier – Das unsichtbare Orchester (Fernsehserie, eine Folge)
- 2018: Falk (Fernsehserie)
- 2019: Der letzte Bulle
- 2019: Dr. Klein – In der Zwickmühle (Fernsehserie, eine Folge)
- 2019: Was wir wussten – Risiko Pille (Fernsehfilm)
- 2020: Vliegende Hollanders (Fernsehserie, eine Folge)
- 2020: Rentnercops – Aliens (Fernsehserie, eine Folge)
- 2021: In aller Freundschaft: Nachwuchstalente (Fernsehserie, eine Folge)
- 2022–2023: Großstadtrevier  – Männer, Opfer oder Täter (Fernsehserie, zwei Folgen)
- 2023: Daheim in den Bergen – Alte Pfade – Neue Wege
- 2024: Wilsberg – Ein Detektiv und Gentleman (Fernsehreihe)
- 2024: Daheim in den Bergen – Wunsch und Wirklichkeit
- 2024: Daheim in den Bergen – Schulter an Schulter
- 2024: Führer und Verführer
- 2025: Bettys Diagnose: Wie ein neuer Mensch (Fernsehserie, eine Folge)

## Buch
- >Der Oma hätte das gefallen<. Bewegende und kuriose Erlebnisse eines Sargträgers. Bonifatius-Verlag, Paderborn 2024. ISBN 978-3-9879003-8-9.